# Bernat VII d'Armanyac
Bernard VII d'Armanyac, nascut cap a 1360 a París, mort el 12 de juny de 1418, fou comte del Charolès (1384-1391), vescomte de Carlat (1388-1418) i després comte d'Armanyac, Fesenzac, Rodés (1391-1418), comte de Pardiac (1402-1418), vescomte de Fesenzaguet (1402-1418) i conestable de França. Era el fill del comte Joan II d'Armanyac, comte d'Armanyac, Fesenzac, Rodés i Charolès, i de Joana de Périgord.
Durant la guerra de Cent anys va ser el cap del partit dels Armanyacs que sostenia els interessos francesos representats per la casa d'Orleans oposats a la casa de Borgonya aliada amb els anglesos. Va ser un dels més poderosos personatges del regne de França. En les seves accions es va guanyar una reputació de crueltat. Va fer assassinar fins i tot a membres de la seva pròpia família.

## Biografia
Va servir amb el seu pare, i després va col·laborar amb el seu germà Joan III d'Armanyac contra les Grans Companyies militars, a les que va combatre; després va intentar dues vegades (1384 i 1389) de portar-los a la península Ibèrica. A la mort del seu pare va rebre el comtat de Charolais, comtat que va revendre a Felip II l'Intrèpid, duc de Borgonya quan va esdevenir comte d'Armanyac, Fesenzac i Rodés, a la mort del seu germà el 1391. Per tal de conservar el control sobre el comtat de Comenge (del que el seu germà era comte consort), va forçar el matrimoni de Margarida de Comenge, la vídua de Joan III, amb un cosí llunyà, Joan d'Armanyac († 1402), comte de Pardiac i vescomte de Fesenzaguet. Va fer matar més tard a aquest últim i va posar els seus fills a la presó per apoderar-se de les seves terres, i va mantenir presonera la vídua, però el seu fill i successor, Joan IV d'Armanyac, no aconseguirà ni impedir les segones núpcies de Margarida amb Mateu de Foix el 1419, ni la donació del comtat de Comenge al rei Carles VII de França.
Va freqüentar la cort de França, com els seus predecessors, però fou el primer de la seva família a unir-se amb la família reial. Es va casar en efecte amb Bona de Berry, filla de Joan I, duc de Berry i neboda del rei Carles V de França. Es va acostar al príncep Lluís I d'Orleans, tenint tots dos interessos convergents sobre el Milanès o Milanesat: Lluís d'Orléans es va casar amb Valentina Visconti, mentre que la germana de Bernat, Beatriu d'Armanyac, es va casar amb Carles Visconti.
Lluís d'Orleans fou assassinat el 1407 per ordre de Joan Sense Por, duc de Borgonya i Bernat d'Armanyac va reagrupar als partidaris del duc d'Orleans i el rei li va cedir el comtat de Bigorra. Per consolidar la seva posició, va casar la seva filla el 1410 amb Carles I d'Orleans, el nou duc. Va casar igualment el seu segon fill Bernat, comte de Pardiac, amb una altra capeta, Elionor de La Marca, comtessa de la Marca
A partir de 1410, va `prendre la direcció del partit dels armanyacs i va dirigir la lluita contra els partidaris del duc de Borgonya. Enric V d'Anglaterra va aprofitar per envair França i va vèncer a la cavalleria francesa a la d'Azincourt el 1415, però Bernat fou nomenat conestable i cap del govern del delfí aquest mateix any i va lluitar contra els Borgonyons i la reina Isabel de Baviera, aliats als anglesos. Per un acord amb Joan I de Foix li va cedir el comtat de Bigorra que havia sigut possessió dels avantpassats de Joan I.
El 1418, els Borgonyons organitzaren una insurrecció a París, que va esclatar el 12 de juny de 1418, i en el transcurs de la qual Bernat d'Armanyac fou massacrat.

## Matrimoni i fills
De Bona de Berry va tenir:
- Joan IV (1396 † 1450), comte d'Armanyac, etc.
- Maria, nascuda el 1397, morta jove
- Bona (1399 † 1415), casada el 1410 amb Carles I d'Orleans (1394 † 1465) duc d'Orleans
- Bernat (dit Bernat III de Pardiac) (1400 † 1462), comte de Pardiac, després duc de Nemours i comte de la Marca per matrimoni
- Anna, nascuda el 1402, casada el 1417 amb Carles II, senyor d'Albret (1407 † 1471)
- Joana, nascuda el 1403, morta jove
- Beatriu, nascuda el 1406, morta jove.